# Zygmunt Arndt
Zygmunt Antoni Arndt (ur. 1 kwietnia 1934 w Wyczechowie, zm. 15 listopada 2020) – polski rolnik, poseł na Sejm PRL VII kadencji.

## Życiorys
Uzyskał wykształcenie podstawowe. W 1949 wstąpił do Związku Młodzieży Polskiej, gdzie początkowo zasiadał w zarządzie koła, którego potem przez wiele lat był przewodniczącym. W 1955 wstąpił do Zjednoczonego Stronnictwa Ludowego. Od 1957 był radnym Gromadzkiej Rady Narodowej w Goręczynie. Był członkiem Wojewódzkiego Komitetu ZSL, a także prezesem Kółka Rolniczego w Wyczechowie. W 1976 uzyskał mandat posła na Sejm PRL w okręgu Gdynia. Zasiadał w Komisji Gospodarki Morskiej i Żeglugi oraz w Komisji Pracy i Spraw Socjalnych. W XXI wieku nadal pozostawał aktywny, jako sekretarz Kółka Rolniczego w Wyczechowie.

## Odznaczenia
- Brązowy Krzyż Zasługi (1972)
- Medal za Długoletnie Pożycie Małżeńskie (2012)[3]